# 대구부계초등학교 효령분교
대구부계초등학교 효령분교(大邱缶溪初等學校 孝令分校)는 대한민국 대구광역시 군위군 효령면 중구리에 있는 공립 초등학교이다.

## 학교 연혁
- 1924년 8월 23일 효령공립보통학교 설립 인가
- 1925년 4월 18일 효령공립보통학교 개교
- 1936년 6월 6일 효령공립보통학교 부설 고매간이학교 설립 인가
- 1936년 6월 25일 고매간이학교 개교
- 1938년 4월 1일 효령공립심상소학교 개편
- 1941년 4월 1일 효령공립국민학교 개편
- 1947년 11월 1일 화계분교장 설립
- 1962년 11월 24일 장군분교장 설립
- 1981년 3월 5일 병설유치원 개원
- 1993년 3월 1일 화계국민학교, 오천국민학교 통폐합
- 1996년 3월 1일 효령초등학교 개편
- 2004년 7월 9일 다목적교실 준공
- 2007년 9월 30일 운동장 배수로 및 정지공사완료
- 2007년 10월 15일 직원 및 민원인 전용 주차장 완공
- 2010년 2월 17일 야외무대 준공
- 2010년 5월 30일 보건실 현대화 공사 완료
- 2010년 10월 6일 천연잔디 및 우레탄트랙 설치 완공
- 2022년 9월 1일 제31대 이종호 교장 부임
- 2023년 2월 10일 제96회 졸업(총 5,381명)
- 2023년 3월 1일 6학급 편성(특수 1학급 포함), 병설유치원 1학급 편성
- 2023년 7월 1일 대구광역시 편입 및 대구효령초등학교 개편
- 2024년 2월 8일 제97회 졸업(총 5,383명)
- 2024년 3월 1일 6학급 편성(특수 1학급 포함), 병설유치원 1학급 편성
- 2025년 6월 1일 대구부계초등학교 분교장 격하 편입[1]

## 참고 자료
- 대구부계초등학교 효령분교 - 한국교육학술정보원 학교알리미